# Дарко Трифуновић
Дарко Трифуновић (Београд, 20. новембар 1971) српски је универзитетски професор, аналитичар, правник и доктор наука безбедности, одбране и заштите.

## Биографија
Стриц му је књижевник, песник и телевизијски аутор Душко Трифуновић.
У Београду је завршио основну и средњу школу (Шесту гимназију). Након завршене средње уписао је студије на Правном факултету Универзитета у Београду. Магистрирао је 1999. на Koлeџу Роберт Кенеди у Цириху (тема: „Међународно кривично право — Међународни кривични суд; Политичка манипулација термином геноцид — Случај Сребреница“) и стекао звање: магистар правних наука — специјалност — решавање сукоба.
У време НАТО агресије на СР Југославију, Трифуновић је био ухапшен. „У затвору је провео 45 дана. Ухапшен је због фотографисања стратешких локација у главном граду Србије и СРЈ, и оптужен да је постављао локаторе за НАТО.” Трифуновић тврди да су га тада ухапсили руски агенти и да од тада води и заговара јаку анти-руску политику.
У јулу 2007. године на Факултету безбедности Универзитета у Београду одбранио је докторску дисертацију са темом „Нови облици тероризма у БиХ“ и октобра 2008. промовисан је у доктора одбране, безбедности и заштите. Трифуновић је виши научни сарадник и управник Центра за националну и међународну безбедност на Факултету безбедности Универзитета у Београду. Професор је на Правном факултету Универзитета Мегатренд. На Фудан универзитету у Шангају је именован за вишег научног сарадника.
Године 2019. у емисији „Актуелно” је умало дошло до физичкога сукоба између њега и новинара Миодрага Зарковића јер га је другоспоменути означио као „НАТО плаћеника”.

## Ангажмани
Оснивач је прве „Еколошко-правне школе“ у Србији као и оснивач панафричке организације студената права и младих правника АФЛСА.
Један је од првих председника ЕЛСА (Европског удружења студената права и младих правника) Београда и Југославије у то време. Он је такође учесник бројних домаћих и међународних конференција, семинара и научних скупова, а у више европских и светских земаља је учествовао као гостујући предавач.
- Члан је и Управног одбора RIEAS (Института за америчко-европске студије)[11] са седиштем у Атини, Саветодавног одбора Института за транснационалне студије из Минхена, гостијући је предавач на ФУДАН Универзитету у Шангају[12] и стални гостујући предавач у Центру за мећународне студије из Шангаја.[13].
- Након терористичких напада у САД 2001. ангажован је као саветник два одвојена тима адвоката жртава (адвокатске канцеларије Cozen O'Connor i Lloyd).
- Током одржавања Летњих олимпијских игара у Пекингу 2008. ангажован је од стране НР Кине као први страни стручњак по питању безбедности.[14][15]

Обављао више важних функција, а између осталих:
- 17. јула 1998. године, као једини представник Србије у некој делегацији, учествује у стварању Међународног сталног кривичног суда у Риму;
- члан Комисије за ратне злочине Владе Републике Српске;
- први секретар Мисије БиХ при Уједињеним нацијама;[16]
- сарадник Института за политичке студије из Београда;
- секретар Института за безбедносне студије, Факултета безбедности Универзитета у Београду;
- експерт за питање тероризма у Министарству Полиције Републике Српске
- члан је саветодавног тима Института за међународне студије[17]

Jедан је од твораца јединствене базе података терориста и организованог криминала, пројекта започетог 2007. године, као резултат сарадње Факултета безбедности и Математичког факултета у Београду, који се примењује у полицији, војсци, школама. У наставку пројекта је развој апликација за детекцију лица, као и развој мобилне, андроид, апликације која ће бити надоградња јединственог модела базе података.

## Радови

### Монографије и књиге
1. „Глобална мрежа исламских фундаменталиста-оперативни модел-модел Босна“, Документациони центар Владе Републике Српске и Биро владе Републике Српске за односе с Међународним кривичним судом за ратне злочине у Хагу, Бања Лука, Република Српска, БиХ, 2002. (136 страна + мапе као додаци)[21]
2. „Тероризам — Глобална мрежа исламских фундаменталиста — II део- операциони модел-модел Босна“, Документациони центар Владе Републике Српске и Биро владе Републике Српске за односе с Међународним кривичним судом за ратне злочине у Хагу, Бања Лука, Република Српска, БиХ, 2004. (275 страна)
3. „Извештај о случају Сребреница I део“, Документациони центар Владе Републике Српске, Бања Лука, Република Српска, БиХ, 2002. (139 страна)[22]
4. „Тероризам и вехабизам“, Дарко Трифуновић, Горан Стојаковић, Милинко Врачар, Београд, "Филип Вишњић", 2011. (342 стране)[23]
5. „Хрватска криминална хоботница,“ др Дарко Трифуновић, Џевад Галијашевић, Београд, "Филип Вишњић", 2012. (235 страна)[24]
6. „Европска безбедност: Тероризам у Аустрији“, Џевад Галијашевић, Дарко Трифуновић, Београд, "Филип Вишњић", 2012. (152 стране)
7. „Геополитика и међународна безбедност: Улога Турске, Саудијске Арабије и Ирана на југоистоку Европе“
8. „Национална безбедност Србије крајем XIX и почетком XX века”, Дарко Трифуновић, Београд, „Књига комерц” 2021. (371 страна)[25]

### Чланци у часописима
1. „Креирање исламске државе на територији земаља Централне Азије“, Војно дело, волумен 56, број 3, стр. 9-20, Београд, 2004.[26]
2. „Римски статут Међународног кривичног суда“, Југословенска ревија за криминологију и кривично право, Волумен.36, број.3, 1998. Београд (страна 179-260)
3. „Антикорупционе мере у Сједињеним Америчким Државама“, Политичка ревија“, број 01/02 стр.121-130, Београд, 2002.[27]
4. „Улога невладиних организација у заштити животне средине“, Правни живот, Удружење правника Србије, Београд, (1997)
5. „Међународни односи и међународни кривични суд као инструмент демократије у свету“ Политичка ревија, Београд (2003)[28]
6. „Рат у БиХ и терористички напад на Светски трговински центар“, Српска политичка мисао, Број ¼, Београд 2004. (стр.229-240)[29]
7. „Ал Каида у Босни и Херцеговини“, Безбедност у Србији, ФЦО 1-6/04, Београд, 2004. (стр 16-19)
8. „Westbalkan Sprungbrett islamistischer Terroristen“, Sicherheitspolitik Nr.2/ Marz 2006 (p. 21) Zurich, Switzerland, (2006)
9. „Chart of Bosnian terrorist links known to SFOR, NATO“, Defense & Foreign Affairs Special Analysis, Volume XXII, No. 3, Alexandria PA, USA, January 7, 2004.
10. „Pattern of Bosnian and Other Links to Madrid Bombings Becoming Increasingly Clear“, Defense & Foreign Affairs Special Analysis, Volume XXIII, No. 64, Alexandria PA, USA, June 21, 2005.
11. „Key al-Qaida Informant Details Additional Information, Criticizes Ashdown’s Refusal to Act in Bosnia-Herzegovina“, Defense & Foreign Affairs Special Analysis, Volume XXIII, No. 19, Alexandria PA, USA, February 14, 2005.
12. „Bosnian Official Links With Terrorism, Including 9/11, Become Increasingly Apparent as Clinton, Clark Attempt to Justify Support of Bosnian Militants“, Defense & Foreign Affairs Special Analysis, Volume XXI, No. 147, Alexandria PA, USA September 17, (2003)
13. „Raid in Bosnia-Herzegovina Steps Up Pressure on Jihadists“, Defense & Foreign Affairs Special Analysis, Volume XXIV, No. 32, Alexandria PA, USA, May 26, 2006.
14. „Key al-Qaida Informant Details Additional Information, Criticizes Ashdown’s Refusal to Act in Bosnia-Herzegovina“, Defense & Foreign Affairs Special Analysis, Volume XXIII, No. 19, February 14, Alexandria PA, USA, February 14. 2005
15. „Al-Qaida Global netvor and its influence on western Balknas nations“, Circunstancia. Año VII — Nº 18 — Enero 2009[30]
16. „Pattern of Islamist Terrorist Training and Organization Continues in Bosnia“, Despite Official Denials”, Defense & Foreign Affairs Special Analysis, Volume XXIII, No. 63, Alexandria PA, USA, June 20, 2005.
17. “Exclusive: Pattern of Bosnian and Other Links to Madrid Bombings Becoming Increasingly Clear.” Defense & Foreign Affairs,June 21, 2005[31][32]
18. „Islamic Radicalization process in South East Europe(Case study Bosnia)“, IDC Herzliya, 2010[33][34]

### Рецензија монографија и књига
1. Цвјетковић, Ненад, "Под заставом џихада", НИК „Штампа“, Добој, Република Српска, БиХ, 2006.
2. Матовић, Виолета, "Самоубилачки тероризам-како се постаје „мученик“", НКЗБПТ, Београд, 2006.
3. Хатиџа, Бериша, "Последице политичког насиља на Косову и Метохији", Задужбина Андрејевић, Београд, 2013.